# Hesperhodos stellatus
Hesperhodos stellatus là loài thực vật có hoa trong họ Hoa hồng. Loài này được (Wooton) Boulenger mô tả khoa học đầu tiên năm 1937.